# Vicelino di Oldenburg
Vicelino di Oldenburg, in tedesco Vizelin o Vicelin o Wissel o Witzel in latino Vicelinus (Hameln, verso il 1090 – Neumünster, 12 dicembre 1154), fu teologo, missionario presso le popolazioni slave, sacerdote e vescovo cattolico ed è venerato come santo dalla Chiesa cattolica.

## Biografia
Dopo la morte dei suoi genitori Vicelino fu allevato da parenti ad Hameln, nella rocca di Everstein presso Holzminden. Dopo molti studi a Paderborn, nel 1118 si recò a Brema dove ottenne una prebenda presso il duomo della città e fu attivo colà per quattro anni come insegnante. Successivamente si recò a Laon in Francia per approfondire gli studi. Rientrò in Germania nel 1126 a Magdeburgo, dove fu ordinato prete da san Norberto, il fondatore dei Canonici Regolari Premostratensi.
Già dal 1126 Vicelino sperava di essere inviato da Norberto come missionario presso gli slavi. Poiché il suo desiderio non veniva esaudito egli si trasferì a Brema e si fece inviare in missione dall'arcivescovo di Brema Adalberto II nella zona dell'antica Lubecca presso i Wagri, un gruppo etnico appartenente agli slavi Obodriti. Egli iniziò la sua attività fra il 1126 ed il 1127 ma già in questo secondo anno, dopo la morte del principe obodrita Enrico dell'Antica Lubecca (17 giugno 1127), dovette interromperla a causa delle lotte per la successione che ne seguirono.
L'arcivescovo Adalberto gli affidò quindi la cura delle anime nel territorio di confine dello Holstengaus. Qui si riunirono intorno a Vicelino i preti che avevano idee affini alle sue ed egli con il loro aiuto fondò il monastero agostiniano di Neumünster presso la chiesa loro assegnata a Faldera. Nel 1134 l'imperatore Lotario II fece erigere, su consiglio di Vicelino, la fortezza di Segeberg con accanto una chiesa prevista come base di missione, dalla quale Vicelino, per tre anni, partiva per predicare nel territorio degli obodriti.
Con l'occupazione bellica negli anni 1138 e 1139 i territori dei Wagri e dei Polabi, due stirpi appartenenti all'etnia obodrita, furono sottomessi al dominio germanico. La parte territoriale dei Wagri fu assegnata in feudo dal duca sassone Enrico il Leone ad Adolfo II di Schaumburg, che nel 1143 iniziò la colonizzazione germanica con coloni provenienti dalla Vestfalia e dai territori bagnati dal Mare del Nord. Dopo la cosiddetta Crociata dei Venedi del 1147, il nuovo arcivescovo Hartwig I di Amburgo-Brema vide l'occasione per ricostituire le diocesi obodrite di Oldenburg, Ratzeburg e Meclemburgo, scomparse a seguito della rivolta degli slavi del 1066.
Il 25 settembre 1149 fu consacrato dall'arcivescovo Hartwig, vescovo di Oldenburg. Egli tuttavia si trovò nel mezzo del conflitto fra l'arcivescovo Hartwig ed il duca Enrico il Leone. Solo alla fine del 1150, dopo che Vicelino, già pesantemente colpito da infarto, si era convinto della situazione di desolazione in cui si trovava la sua sede episcopale di Oldenburg e delle relative parrocchie, si sottomise, contro la volontà del suo arcivescovo, all'investitura del duca Enrico. In questo modo egli ottenne il necessario sostegno politico alla sua opera di missionario.
Enrico il Leone provvide subito un'adeguata dotazione alla diocesi. Vicelino ricevette il comune di Bosau sul lago Plöner, dove Vicelino iniziò subito la costruzione della chiesa di San Pietro in Bosau. Nel 1152 egli subì, durante un soggiorno a Faldera (Neumünster), un secondo infarto.
Morì dopo due anni e mezzo di forti sofferenze a Faldera ove fu sepolto. Dopo la sua canonizzazione, avvenuta nel 1332, le sue ossa furono traslate da Neumünster al monastero di Bordesholm, ma della sua tomba non si hanno oggi più tracce.

## Culto
Vicelino è venerato come santo il 12 dicembre, giorno del suo decesso.
In Holstein le chiese che devono la loro creazione a San Vicelino si chiamano Vicelinkirchen (Chiese di Vicelino): se ne trovano a Segeberg, Bornhöved, Pronstorf, Bosau, Neukirchen, Ratekau, Bad Schwartau (Rensefeld), Süsel, Warder, Bad Oldesloe e Sasel. Chiese dedicate a San Vicelino si trovano a Lubecca, Norderstedt e a Neumünster.

## Genealogia episcopale
La genealogia episcopale è:
- Arcivescovo Arduico di Stade
- Vescovo Vicelino di Oldenburg